# ISW13F
ARROWS Z ISW13F（アローズ ジー あいえすだぶりゅー いちさんえふ）は、富士通モバイルコミュニケーションズ（現・FCNT）によって日本国内向けに開発された、auブランドを展開するKDDIおよび沖縄セルラー電話のISシリーズの一つで、CDMA 1X WIN（後のau 3G）、および+WiMAX（モバイルWiMAX）対応ストレート型スマートフォンである。製造型番はFJI13。

## 概要
ISW11Fの後継機種で、東芝の撤退以降最初のau向け端末である。国産のスマートフォンでは初となるクアッドコア「NVIDIA Tegra 3」を搭載したモデルである。
KDDIの2012年夏モデルとしては最も遅い2012年7月20日に発売された。全国一斉発売ではなかった。
基本的な性能は同時期に発売された兄弟機種のARROWS X F-10D（富士通本体製）と同等だが、Qiには対応していない。なお厚さがF-10Dに比べ1mm薄い。
NVIDIA Tegra 3を搭載しており、従来機種より省電力・高スペックを謳っている。CPU内にあるメインの4つのCPUコアに加え、動作クロックを抑えて低消費電力で駆動する「5つ目の省電力コア」と呼ばれる400MHzのコンパニオンコアを搭載している。処理能力に応じて4つのCPUコアの稼働数を制限し、待受時や設定画面、音声通話、文字入力といった軽容量処理では「5つ目の省電力コア」だけを使用することにより、シングルコアCPUやデュアルコアCPUより低消費電力を実現している。さらにTegra 3には、12コアのNVIDIA GeForce GPUを組み込んでいるため、3次元描画を駆使した高解像度のゲームも楽しめる。またau内でTegra 3を搭載しているスマートフォンは2013年1月現在、この機種のみとなる。なお、タブレット端末を含むと本機のほかに東芝製のREGZA Tablet AT500/26F（ただし通信機能はWi-Fiのみ）がある。
過度の発熱が発生した場合に自動的に機能制限をかける保護機能はARROWSシリーズに共通して実装されている。
バッテリーは1800mAhのもの「FJI13UAA」が標準で搭載されている。
ディスプレイはISW11Fに引き続きHDTFT液晶を採用。画面サイズは4.6インチに拡張された。
カメラは1310万画素、フルHD（1920×1080）サイズのフルHDムービーの撮影に対応。ソニーの裏面照射型CMOS「Exmor R for mobile」と富士通セミコンダクターが開発した画質処理エンジン「Milbeaut Mobile」を搭載している。
IPX5／IPX8等級の防水/防塵に対応している。
おサイフケータイに対応している。NFCは非対応。
前機種のISW11FではMicroHDMI端子だったHDMIは、この機種ではMicroUSB端子を使用するMHLを採用している。このためHDMIの機能を利用するにはMHL変換ケーブルの使用が必要である。
2012年9月に発売されたiPhone 5より全てLTE（au 4G LTE）対応機種となったため、既存のau向けの+WiMAX対応スマートフォンとしては最後の機種となった。また、ISシリーズもIS17SHと共に最後に同時発売された機種である。

## 歴史
- 2012年5月15日 - KDDI、および富士通モバイルコミュニケーションズより公式発表。
- 2012年6月14日 - 連邦通信委員会（FCC）を通過[4]。
- 2012年7月20日 - 関東・北陸・四国地区にて先行発売。
- 2012年7月21日 - 北海道・東北・中部・関西・中国・九州地区にて発売。
- 2012年7月25日 - 沖縄地区にて発売。
- 2022年3月31日 - 同キャリアにおける3Gサービスの完全終了・停波により、当機種はWi-Fi利用時を除き、全て使用不可となる[5][6]。

## 主な機能・サービス
※ PC向けWebブラウザが標準装備されておりFlashコンテンツもフル表示可能。携帯向けサイト(EZWeb)は他のスマートフォンやPCと同じく閲覧不可。
| 主な機能・対応サービス                                                  | 主な機能・対応サービス                           | 主な機能・対応サービス                                      | 主な機能・対応サービス        |
| ----------------------------------------------------------------------- | ------------------------------------------------ | ----------------------------------------------------------- | ----------------------------- |
| auウィジェット Webブラウザ                                              | LISMO! for Android メディアプレイヤー LISMO WAVE | おサイフケータイ                                            | ワンセグ                      |
| au one メール PCメール Gmail EZwebメール                                | デコレーションメール デコレーションアニメ        | Skype au                                                    | PCドキュメント                |
| au Smart Sports Run & Walk Karada Manager ゴルフ(web版) Fitness、歩数計 | GPS 方位計                                       | au oneナビウォーク au one助手席ナビ                         | au one ニュースEX au one GREE |
| かんたんメニュー じぶん銀行                                             | 緊急地震速報                                     | Bluetooth                                                   | 無線LAN機能 (Wi-Fi)           |
| 赤外線通信 (IrSimple) (IrSS)                                            | WIN HIGH SPEED +WiMAX （モバイルWiMAX）          | グローバルパスポート(UMTS/CDMA/GSM/グローバルパスポートGSM) | auフェムトセル                |
| microSD microSDHC                                                       | モーションセンサー(6軸)                          | 防水 防塵                                                   | 簡易留守録 着信拒否設定       |

- 安心セキュリティパックは、フル対応

## アップデート
2012年8月9日に以下の不具合の修正がケータイアップデートによって行われた。
- 電源投入後、5分くらい経過すると動きが遅くなり、ホーム画面アイコンが点滅し、その後再起動する。
- 指紋センサーにてロック解除出来ない場合がある。
- Wi-Fi 接続開始タイミングでスリープモードに入った場合、Wi-Fi 接続が出来ない場合がある。

2012年8月30日に以下の不具合の修正がケータイアップデートによって行われた。
- 画面の自動消灯ができなくなる場合がある。
- WiMAXから3G回線への切り替えで、データ通信不可となる場合がある。
- Wi-Fiテザリングの通信速度が低下する場合がある。

2013年10月29日に以下の不具合の修正がケータイアップデートによって行われた。
- 画面消灯時に再起動する場合がある。

## 画像

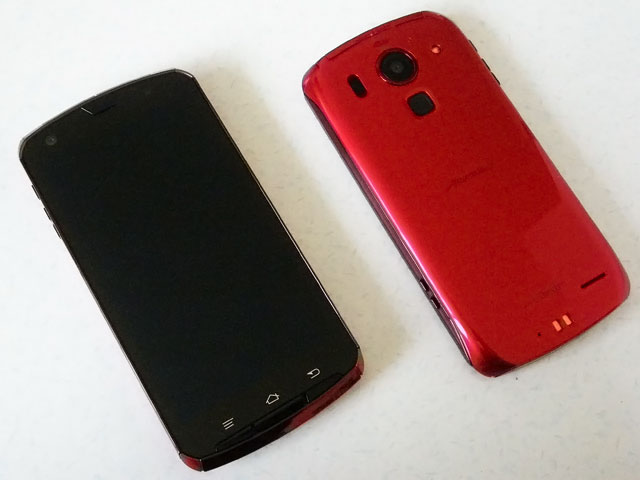
カラーバリエーション（グロッシーレッド）